# Cyprichromini
Cyprichromini es una tribu de cíclidos africanos de la subfamilia Pseudocrenilabrinae, con siete especies divididas en dos géneros.
Las dos especies de Paracyprichromis son endémicas del Lago Tanganyika, mientras las cinco Cyprichromis están más dispersas en África.